# Església de Nostra Senyora de l'Assumpció de Ràfels
L'església de La Nostra Senyora de l'Assumpció de Ràfels (Província de Terol, Espanya) és un edifici pertanyent al grup de construccions en estil gòtic llevantí que van poblar el Baix Aragó durant el segle xiv.
Consta d'una àmplia i elevada nau única, capelles laterals entre els contraforts (les dues primeres comunicades entre si) i capçalera poligonal. Al Segle XVI es va ampliar amb un tram més i les seves corresponents capelles laterals i ja al Segle XVII es va tornar a ampliar amb un altre tram més, el cor i la nova portada, respectant-se a tot moment el seu estil original. A l'interior destaca la varietat de les voltes de creueria emprades: senzilles, estrelades, en ventall, etc., únic element que alleugereix l'austeritat decorativa.

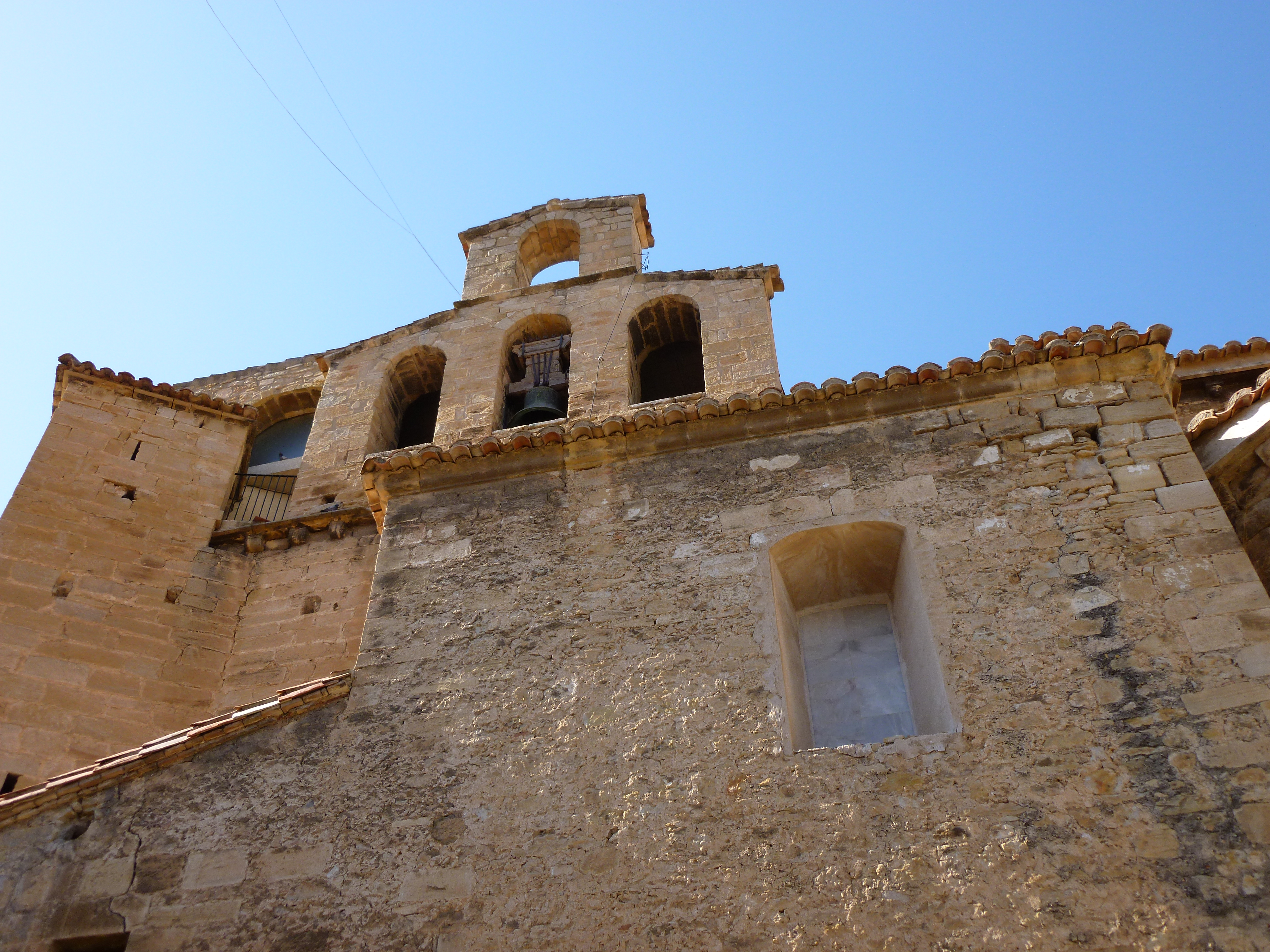
Detall espadanya

A l'exterior destaca de nou la seva sobrietat, només interrompuda per la presència de potents contraforts realitzats en pedra de carreu, igual que la resta de la construcció, i una imposta amb canetes que recorre el seu perímetre en la part superior, assenyalant el lloc a partir del qual s'elevà la coberta al segle xvii.
En aquest moment va ser quan es va afegir també la gran espadanya del front meridional. Aquesta es troba, en part, oculta per la torre de planta quadrada situada en l'angle meridional de la façana, i consisteix en una simple portada en arc apuntat i un òcul sobre ella.